# Pavel Beneš (konstruktér)
Pavel Beneš (14. června 1894 Praha – 31. května 1956 Praha) byl český letecký konstruktér, společně s Miroslavem Hajnem jeden ze zakladatelů továrny na letadla Avia. Později působil jako hlavní konstruktér v leteckém oddělení ČKD-Praga a ve firmě Beneš-Mráz, kterou založil v roce 1935 s podnikatelem Jaroslavem Mrázem.

## Život
Narodil se v rodině řezbářského mistra Pavla Beneše staršího (1868–??) a matky Marie, rozené Červenkové (1869–??). Měl mladší sestru Marii.

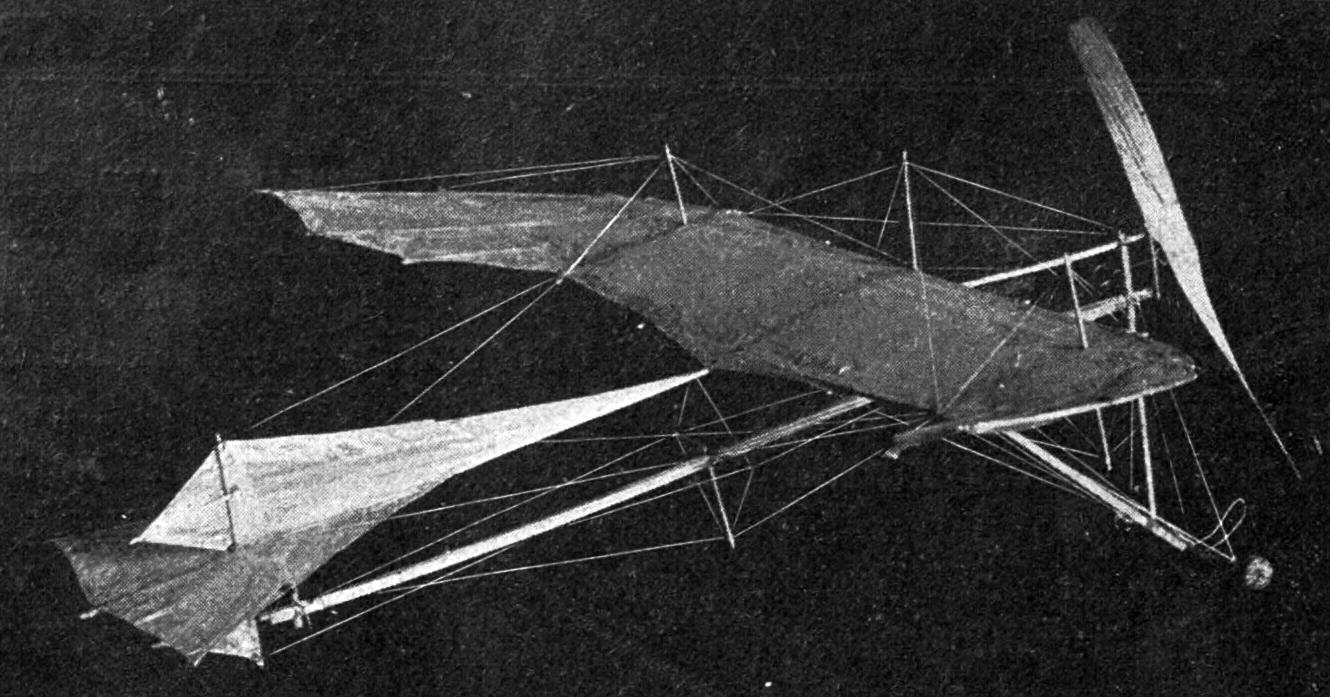
Benešův model Etrichovy Holubice (Vynálezy a pokroky 1913)

Již od dob studií na reálce na Vinohradech před první světovou válkou byl Pavel Beneš jedním z průkopníků leteckého modelářství v Čechách. V roce 1913 patřil k zakládajícím členům Českého aviatického klubu. Dále pokračoval stavbou kluzáků. Jeho první typ Albatros nebyl úspěšný, roku 1916 postavil závěsný kluzák Lili, s kterým vykonal kratší lety.

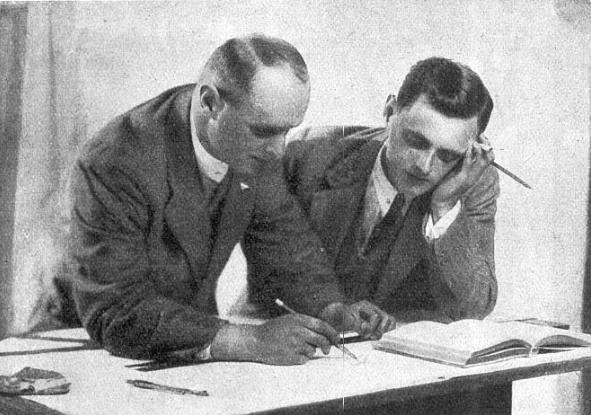
Pavel Beneš (vlevo) a Miroslav Hajn (Letectví, červenec 1926)

V roce 1919 společně s Miroslavem Hajnem založili firmu Avia. Začínali opravami letadel v dílně v areálu starého cukrovaru ve Vysočanech. O rok později zkonstruovali první letoun: Avii BH-1, na tehdejší dobu velmi pokrokově řešený dolnokřídlý jednoplošník. Ve výrobě jednoplošníků pokračovali dalšími typy. Byly to například stíhačka BH-3, dvoumístný sportovní typ BH-5 a z něj vycházející BH-9, BH-10 a BH-11, které se úspěšně zúčastnily mnoha domácích i mezinárodních leteckých závodů. Dvoumístné typy BH byly také používány československou armádou jako cvičné a kurýrní. Později začali s výrobou dvouplošníků, mezi ně patřily např. úspěšné stíhačky BH-21 a BH-33.
V roce 1929 Beneš a Hajn přešli do ČKD-Praga. Zde zkonstruovali cvičné letouny Praga E-39 a E-41 a sportovní BH-111. Dvojice Beneš a Hajn se rozdělila roku 1932, kdy Hajn odešel do Letova. Beneš v roce 1935 v Chocni založil firmu Beneš-Mráz. Tam se věnoval konstrukci sportovních a cvičných letadel až do doby německé okupace.

## Galerie

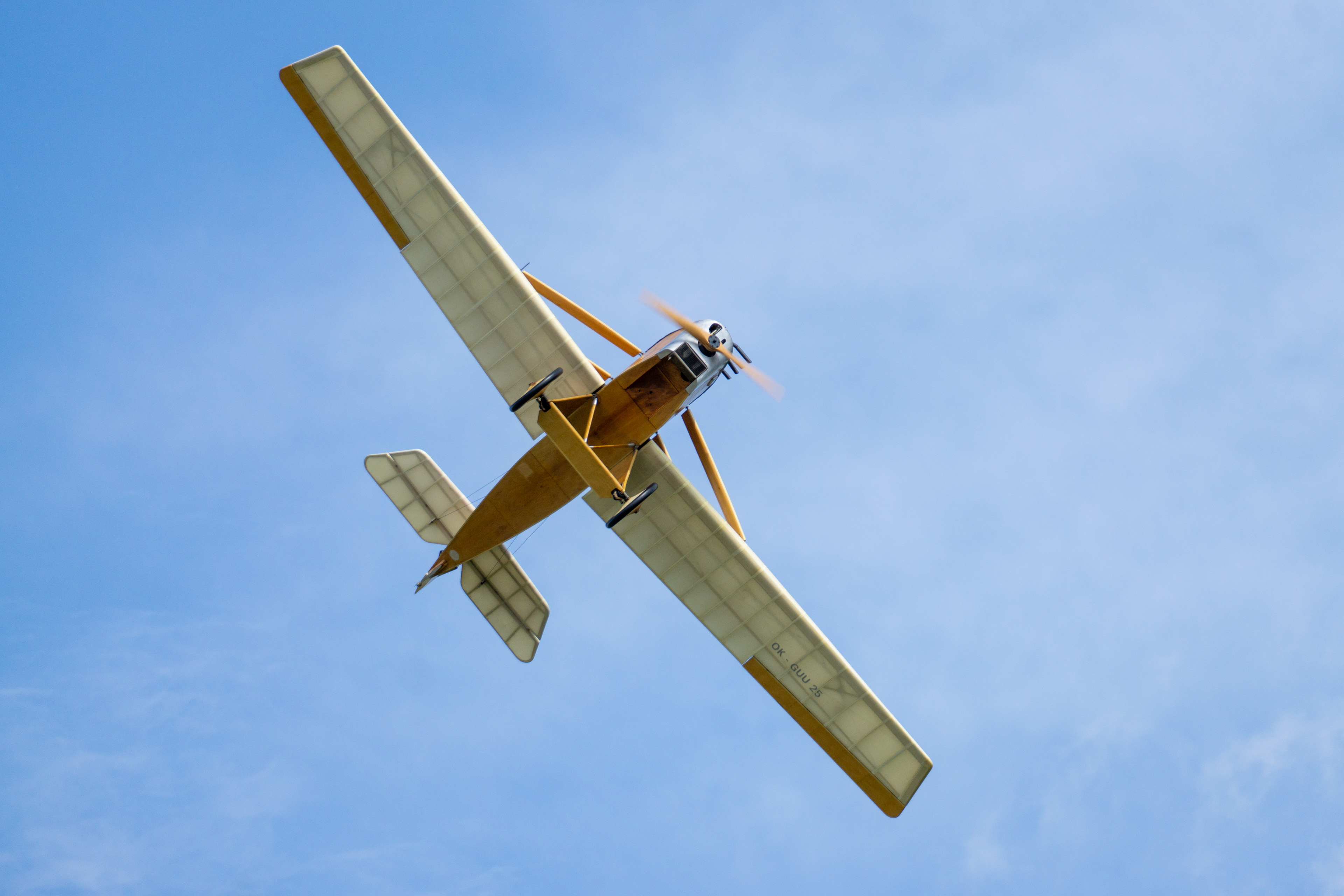
Avia BH-1 (replika)
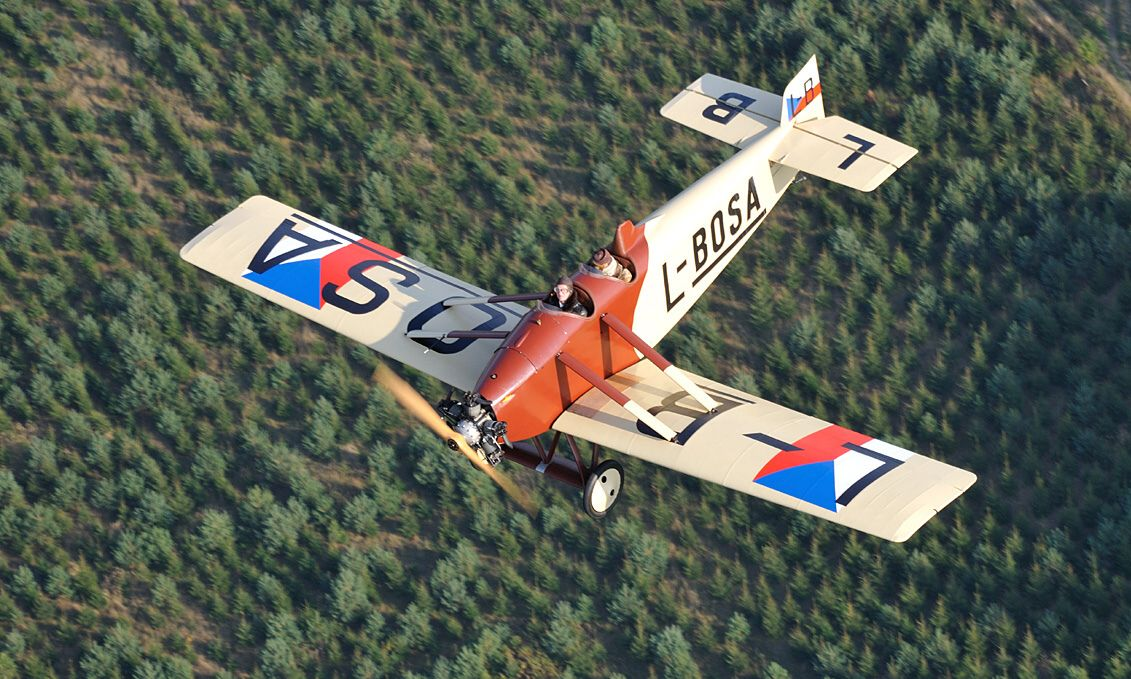
Avia BH-5 (replika)
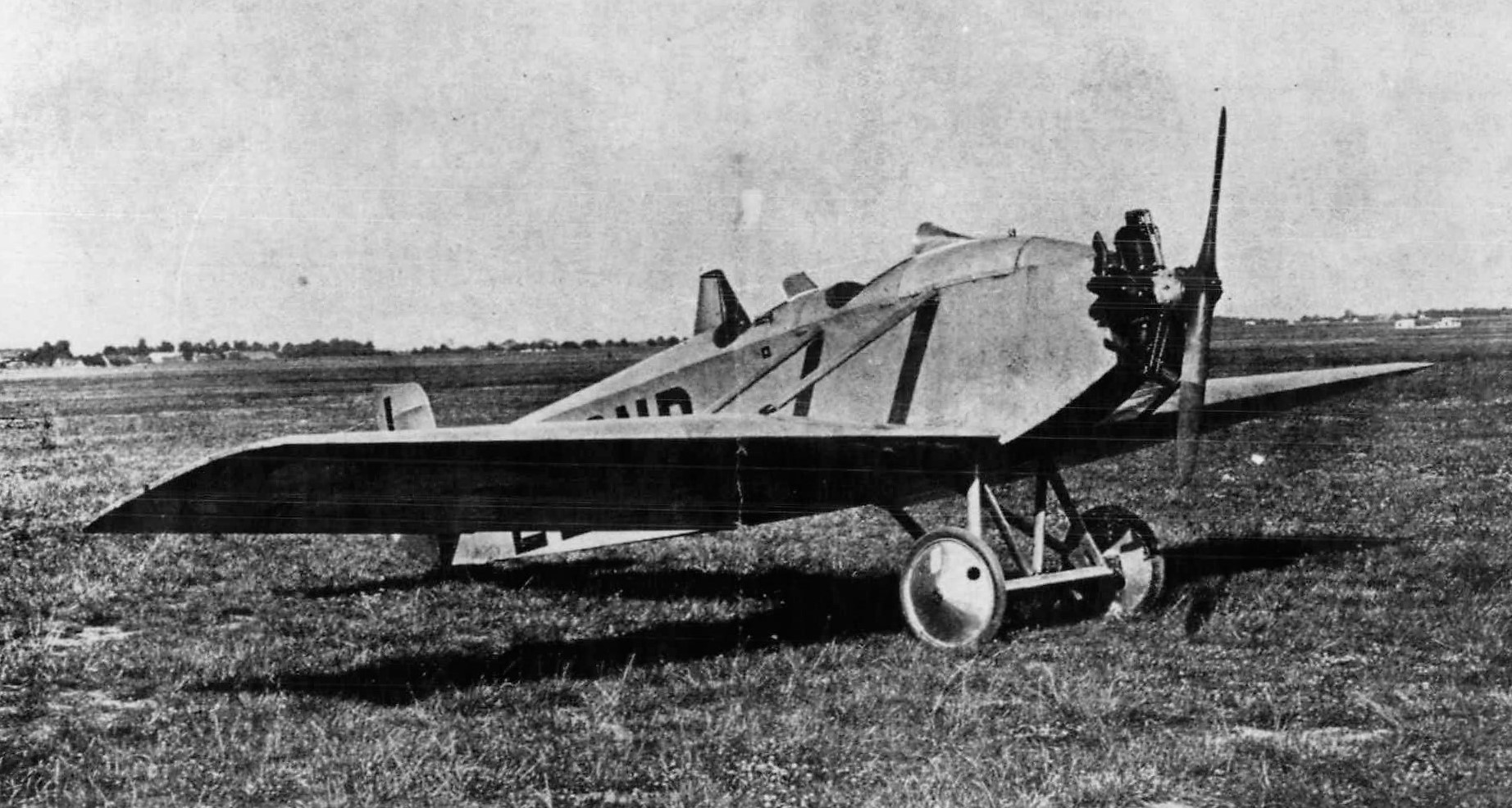
Avia BH-11
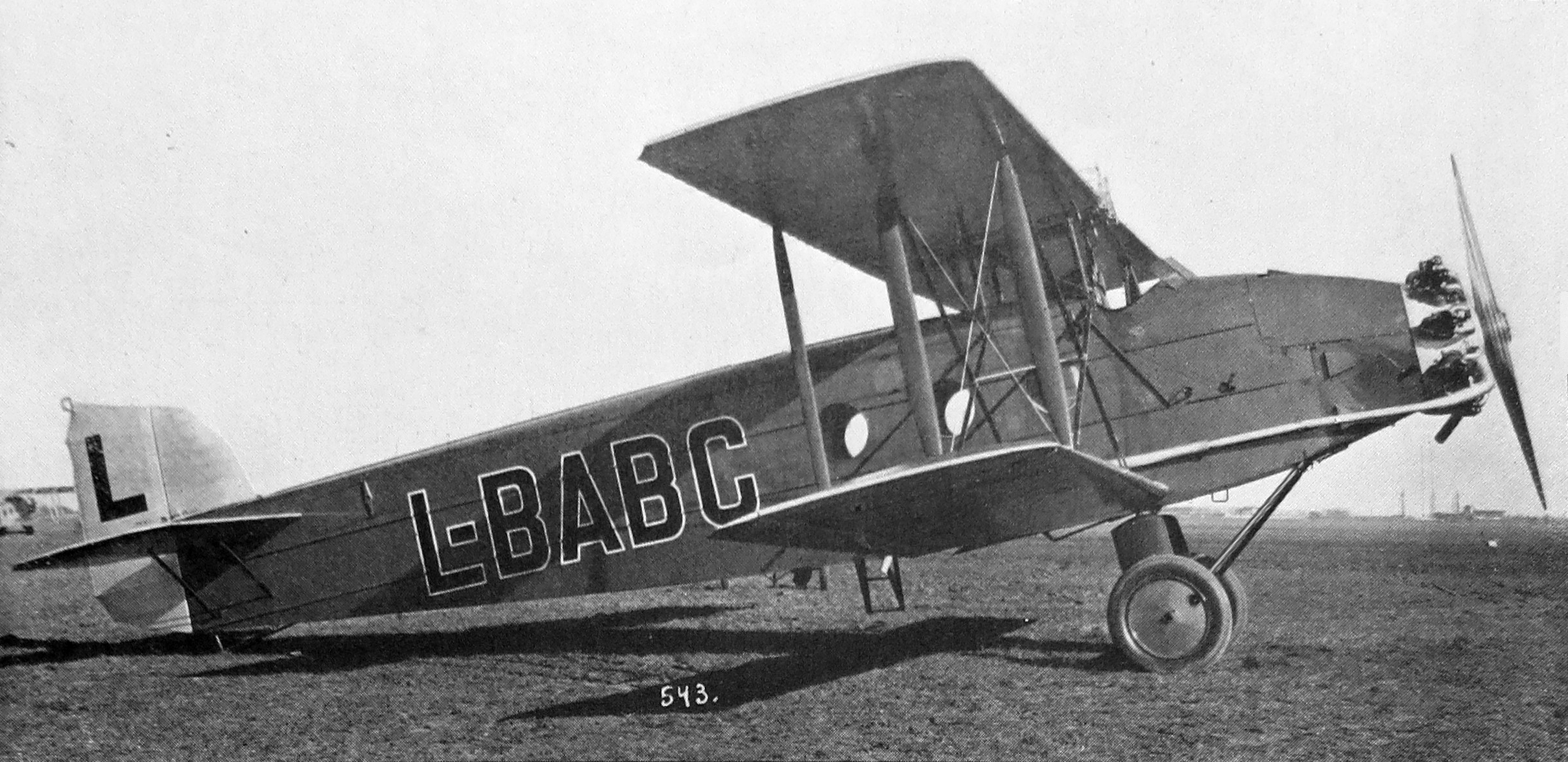
Avia BH-25
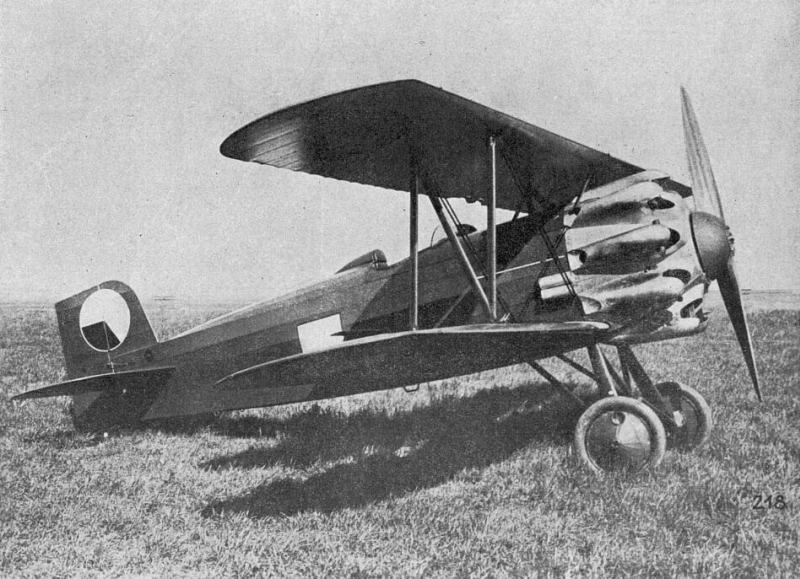
Avia BH-33
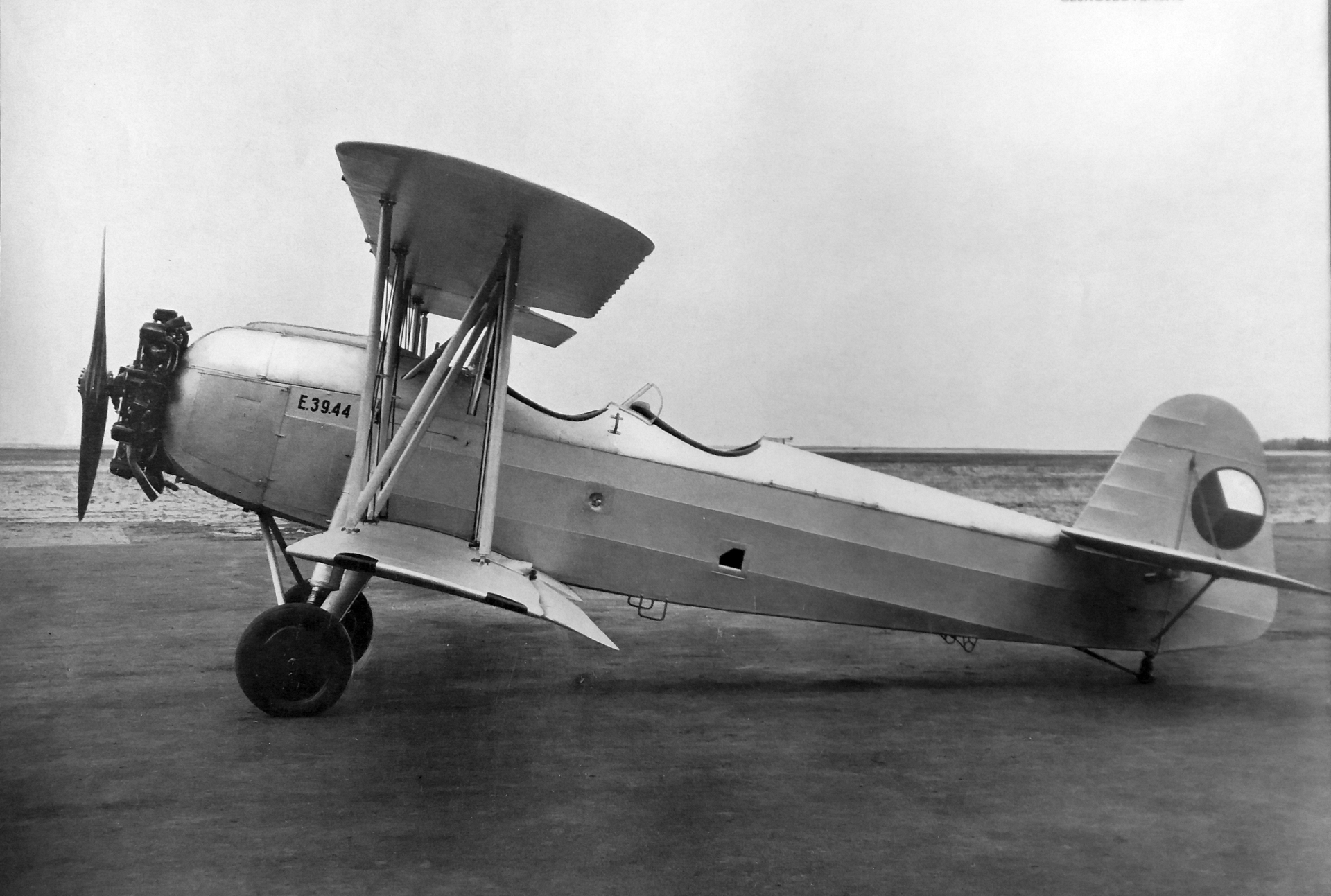
Praga E-39
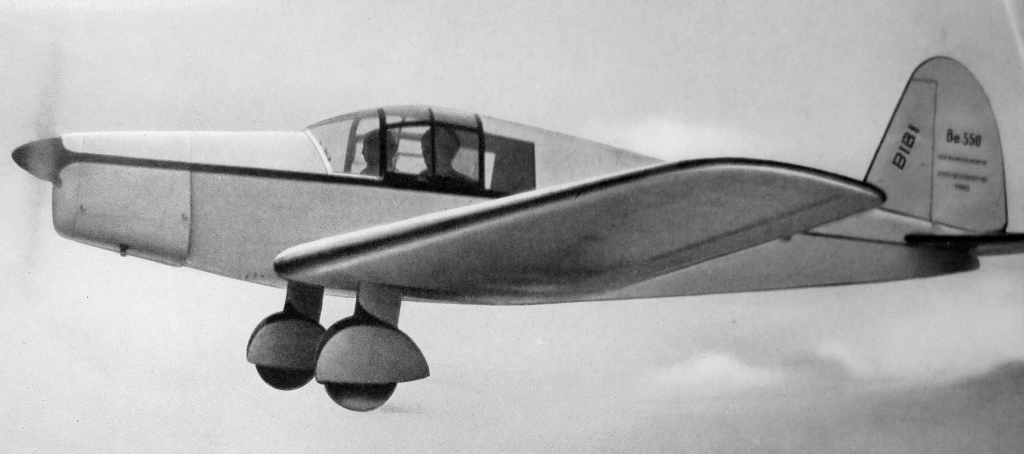
Beneš-Mráz Be-550 Bibi